# Tsukiji Hongan-ji
Tsukiji Hongan-ji (築地本願寺?), a volte arcaicamente romanizzato in Hongwan-ji, è un tempio buddista Jodo Shinshu situato nel quartiere Tsukiji di Tokyo, in Giappone.

## Storia
Il predecessore di Tsukiji Hongan-ji era il tempio di Edo-Asakusa Gobo (江 戸 浅 草 御 坊), costruito ad Asakusa nel 1617 per volere del dodicesimo monshu, Junnyo Shōnin.
Il tempio andò distrutto durante l'incendio che coinvolse tutta la città nel 1657; lo shogunato rifiutò di consentirne la ricostruzione ad Asakusa a causa di un precedente progetto. Il tempio fu ricostruito su un nuovo appezzamento di terreno ricavato da una bonifica lungo il fiume Sumida, area oggi denominata Tsukiji. Si dice che questa terra sia stata recuperata dagli stessi seguaci di Jodo Shinshu che vivevano nella vicina Tsukudajima. Il nome Tsukiji deriva dai caratteri kanji col il significato di "terra bonificata". Questo nuovo tempio, chiamato Tsukiji Gobo (築 地 御 坊), rimase in piedi fino a quando fu raso al suolo dal terremoto del Grande Kantō del 1923.
L'attuale Tsukiji Hongan-ji è stato progettato da Itō Chūta dell'Università di Tokyo e costruito tra il 1931 e il 1934. È noto per la sua architettura unica, influenzata dai templi dell'Asia meridionale sia nella facciata sia nelle strutture interne dove compaiono numerose statue di animali reali e della mitologia orientale; nel 2014 parte delle sue strutture sono state designate bene culturale importante del Giappone .

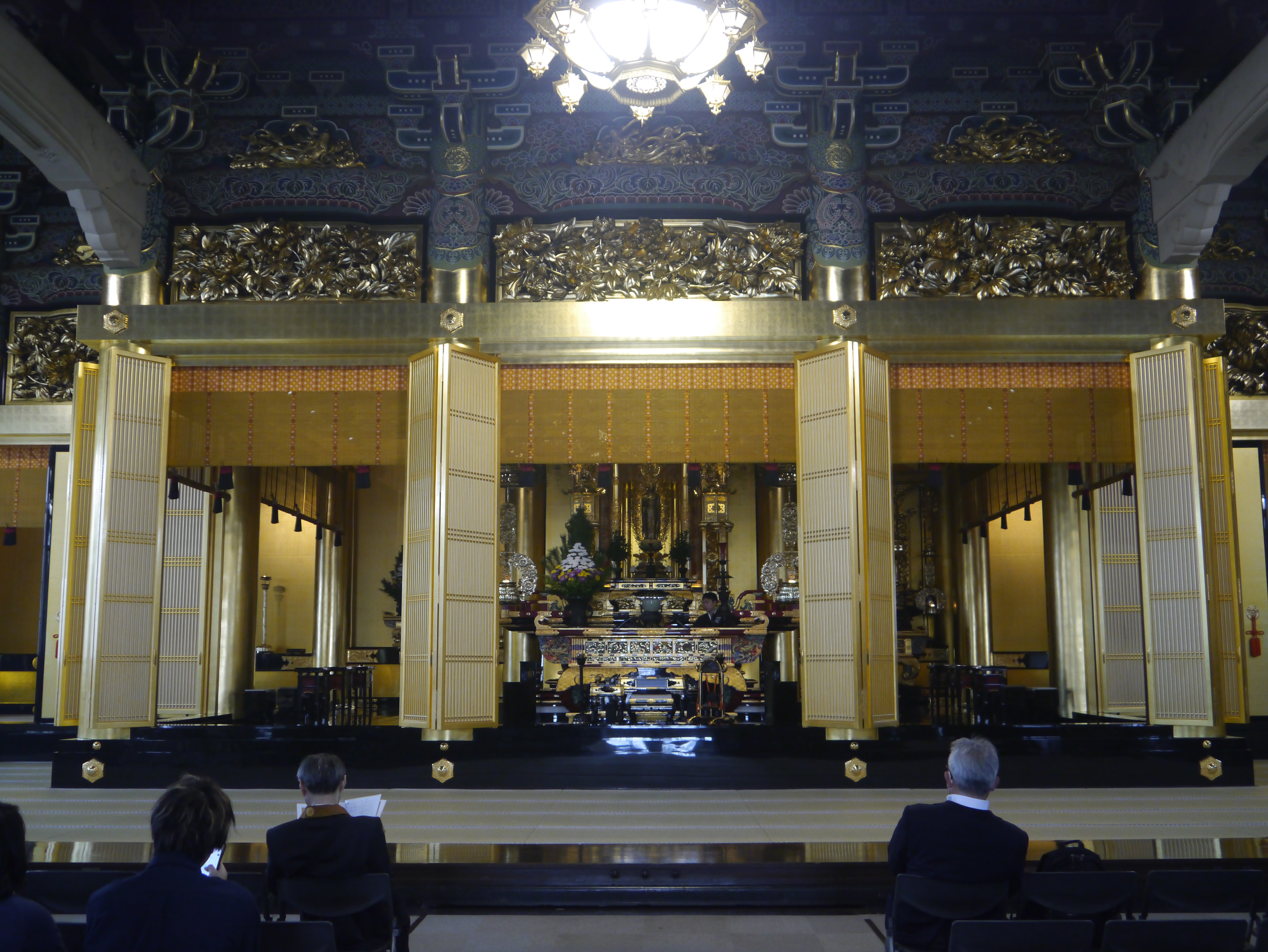
Hondo (principale sala di preghiera)

Hongan-ji è meta di pellegrinaggi grazie alle immagini sacre del principe Shotoku, di Shinran Shonin e di Shonyō Shonin. Il ritratto di Shonyō Shonin (1911-2002), il 23° monshu, è incastonato alla sinistra dell'altare principale in onore del suo contributo alla diffusione degli insegnamenti di Jodo Shinshu all'estero, in modo che i fedeli non trovino il "solo nome".
La veglia funebre di Hiroaki Shukuzawa si è tenuta lì il 22 giugno 2006 e un memoriale del famoso musicista rock Hideto Matsumoto, meglio conosciuto come hide, si trova nella sala principale stessa, poiché nel tempio si è tenuto il funerale del musicista nel 1998.